# Matías Toledo Herrera
Matías Jair Toledo Herrera (Santiago, 29 de septiembre de 1989) es un ingeniero, activista y político chileno. actualmente ejerce como alcalde de la comuna de Puente Alto.

## Biografía
Nació en la comuna de Peñalolén, siendo el mayor de cuatro hermanos. Su madre, una maestra de terminaciones, y su padre, un mecánico jubilado.
En 1998 se trasladó junto a su familia a Puente Alto, donde cursó la enseñanza media en el Colegio técnico profesional Cardenal Raúl Silva Henríquez.Posteriormente estudió Ingeniería en Administración Pública y Municipal.
Desde 2011 ha entregado asesorías informáticas y de contabilidad a municipios de la Asociación Chilena de Municipalidades.
En el año 2012 se sumó al denominado Frente Fotográfico, iniciativa que retrata imágenes de manifestaciones y actividades populares, y al colectivo "Hijos de la Calle", una organización sin fines de lucro que trabaja con niños, niñas y adolescentes. El año 2017 se integró al colectivo "Vinculación Puente Alto", organización que agrupaba distintas iniciativas sociales de la comuna.[cita requerida]
En 2019, junto al cantante Pablo Chill-E, a Ignacio Araneda y María Fernanda Salinas, fue uno de los fundadores de la Coordinadora Social Shishigang, una ONG que ayuda a menores en riesgo social y realiza actividades sociales en poblaciones y campamentos en distintas comunas de Santiago. Ese mismo año se inscribió como militante del Partido Igualdad,institución donde ejerció como presidente nacional entre 2022 y 2023.
En las elecciones municipales de Chile de 2021 se postuló al cargo de alcalde de Puente Alto, alcanzando el segundo lugar con el 32,39% de los votos válidamente emitidos. Ese mismo año postuló en las elecciones parlamentarias por diputado del Distrito 12 que componen las comunas de La Florida, La Pintana, Pirque, Puente Alto y San José de Maipo, obteniendo un 5,62% de los votos.
En 2023 fundó el Movimiento Recuperemos Puente Alto, que reúne a más de 180 organizaciones sociales de la comuna santiaguina.Al año siguiente, volvió a postularse a la alcaldía de la comuna como candidato independiente, reuniendo más de 6500 firmas.
En las elecciones municipales de ese año obtuvo el 51,53% de los votos válidamente emitidos, sucediendo en el cargo a Germán Codina.

## Historial electoral
| Año  | Tipo           | Territorio    | Pacto          | Partido | Votos   | %     | Resultado |
| ---- | -------------- | ------------- | -------------- | ------- | ------- | ----- | --------- |
| 2021 | Municipales    | Puente Alto   | Dignidad Ahora | PI      | 55 710  | 32.39 | No electo |
| 2021 | Parlamentarias | 12.º distrito | Dignidad Ahora | PI      | 22 062  | 5.62  | No electo |
| 2024 | Municipales    | Puente Alto   | Independiente  | Ind.    | 172 015 | 51.53 | Alcalde   |